# Comuna de Kampinos
Kampinos (polaco: Gmina Kampinos) é uma gminy (comuna) na Polónia, na voivodia de Mazóvia e no condado de Warszawski zachodni. A sede do condado é a cidade de Kampinos.
De acordo com os censos de 2004, a comuna tem 4076 habitantes, com uma densidade 48,4 hab/km².

## Área
Estende-se por uma área de 84,25 km², incluindo:
- área agrícola: 73%
- área florestal: 19%

## Demografia
Dados de 30 de Junho 2004:
|                      | Total   | Total | Mulheres | Mulheres | Homens  | Homens |
| -------------------- | ------- | ----- | -------- | -------- | ------- | ------ |
|                      | pessoas | %     | pessoas  | %        | pessoas | %      |
| População            | 4076    | 100   | 2061     | 50,6     | 2015    | 49,4   |
| Densidade (pop./km²) | 48,4    | 100   | 24,5     | 24,5     | 23,9    | 23,9   |

De acordo com dados de 2002, o rendimento médio per capita ascendia a 1304,69 zł.

## Subdivisões
- Budki Żelazowskie, Gnatowice, Grabnik, Granica, Józefów, Kampinos, Kampinos A, Komorów, Kwiatkówek, Łazy, Pasikonie, Pindal, Podkampinos, Prusy, Skarbikowo, Strojec, Strzyżew, Szczytno, Wiejca, Wola Pasikońska, Zawady

## Comunas vizinhas
- Brochów, Leoncin, Leszno, Sochaczew, Teresin